# Banco Icatu
Banco Icatu foi um banco fundado por Antônio Carlos de Almeida Braga, depois que vendeu sua participação do Bradesco. Era dirigido por seus filhos, até que eles decidiram sair do negócio, vendendo o banco para o Banco BBA.